# Kraj koszycki
Kraj koszycki (słow. Košický kraj) – jednostka administracyjna Słowacji, jeden z 8 krajów, na które podzielone zostało to państwo.